# باول كونينغهام
باول كونينغهام (بالإنجليزية: Paul Cunningham)‏ (18 يونيو 1986 بنيوزيلندا - ) هو لاعب كرة قدم نيوزلندي في مركز الدفاع. لعب مع باليستيير خالسا ونادي فيشر أثليتيك وSorrento FC ‏.

## وصلات خارجية
- باول كونينغهام على موقع قاعدة بيانات كرة القدم.إي يو (الإنجليزية)
- باول كونينغهام على موقع Soccerway.com (الإنجليزية)